# Wiktor Sokołow (kolarz)
Wiktor Aleksiejewicz Sokołow (ros. Виктор Алексеевич Соколов, ur. 24 kwietnia 1954 w Klimowsku) – radziecki kolarz torowy i szosowy, wicemistrz olimpijski, złoty medalista szosowych mistrzostw świata oraz srebrny medalista torowych mistrzostw świata.

## Kariera
Pierwszy sukces w karierze Wiktor Sokołow osiągnął w 1968 roku, kiedy zajął drugie miejsce w klasyfikacji generalnej brytyjskiego Milk Race. Dwa lata później, wspólnie z Walerijem Jardym, Walerijem Lichaczowem i Borisem Szuchowem wywalczył złoty medal w drużynowej jeździe na czas podczas szosowych mistrzostw świata w Leicester. Na rozgrywanych w 1975 roku torowych mistrzostwach świata w Liège razem z Władimirem Osokinem, Witalijem Pietrakowem i Aleksandrem Pierowem zdobył srebrny medal w drużynowym wyścigu na dochodzenie. W tym samym składzie reprezentanci ZSRR zajęli również drugie miejsce na igrzyskach olimpijskich w Montrealu w 1976 roku, ulegając tylko reprezentantom RFN.